# Ética jornalística

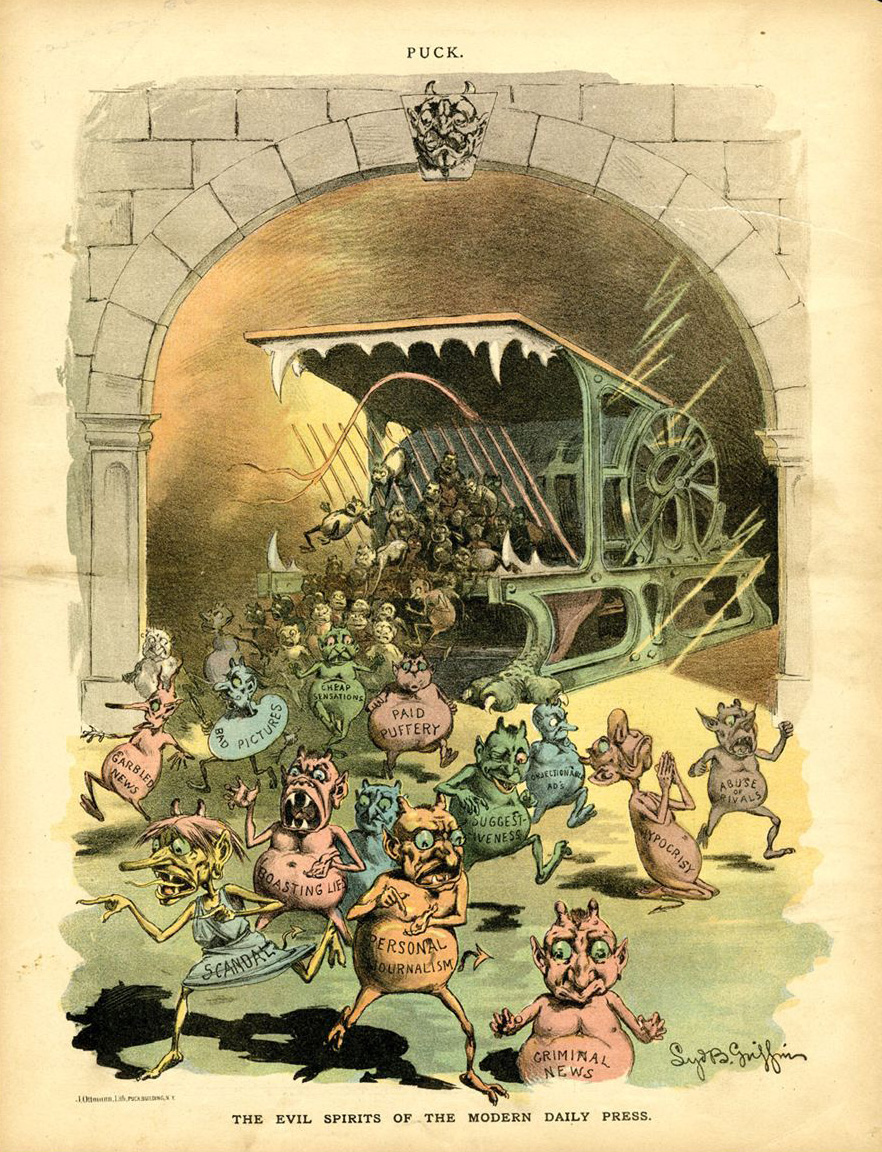
Charge de 1888 intitulada "Os espíritos diabólicos da imprensa dos dias atuais". Alguns dos espíritos que saem da impressora se intitulam "escândalo", "notícias criminais", "jornalismo pessoal" etc.

A ética jornalística é o conjunto de normas e procedimentos éticos que regem a atividade do jornalismo. Ela se refere à conduta desejável esperada do profissional. Portanto, não deve ser confundida com a deontologia jornalística  ligada à deôntica. A deontologia se refere a uma série de obrigações e deveres que regem a profissão. Embora geralmente não institucionalizadas pelo Estado, as normas da ética jornalística são consolidadas em códigos de ética que variam de acordo com cada país.
Atualmente, o jornalismo oscila entre a imagem romântica de árbitro social e porta-voz da opinião pública e a de empresa comercial sem escrúpulos que recorre a qualquer meio para chamar a atenção e multiplicar suas vendas, sobretudo com a intromissão em vidas privadas e a dimensão exagerada concedida a notícias escandalosas e policiais.
Jornalismo é também definido como "a técnica de transmissão de informações a um público cujos componentes não são antecipadamente conhecidos". Este particular diferencia o jornalismo das demais formas de comunicação. Atualmente, o termo "jornalismo" faz referência a todas as formas de comunicação pública de notícias e seus comentários e interpretações.
O tipo de jornalismo de ética duvidosa ou contestável é chamado de imprensa marrom.

## Relevância e utilidade pública
Tudo aquilo que o jornalista escreve, deve partir de uma noção de relevância: o que o público considera importante, o que a população precisa saber. Seja em âmbito local, nacional ou internacional, esse deve ser um dos pontos de maior atenção, não apenas pela questão se o jornal ainda ser um produto que necessita da valorização dos seus clientes, mas porque os veículos jornalísticos carregam, em si, a "missão" de informar corretamente e levar, ao público, aquilo a que ele não tem acesso completo.
Assim, um dilema que facilmente pode ocorrer no cotidiano em redações é o de o que publicar e o que deixar de lado. Cada veículo possui sua linha editorial, que dita que tipo de acontecimentos receberão uma maior cobertura. Entretanto, para além disso, o jornalista deve pensar nas consequências de seus atos. Exemplificando: um profissional descobre que uma empresa de grande porte, que emprega milhares de cidadãos em uma área, vende um produto inadequado, que pode destruir a vida de muitos. O jornal expõe a venda criminosa e a empresa acaba fechando as portas. Por mais que o jornalista tenha tido a intenção de salvar vidas, por outro lado, ele foi responsável pela perda de milhares de empregos.
Cabe, ao jornalista, pesar seus atos e as consequências deles. O que seria mais importante? Salvar as pessoas ou seus empregos? A revelação de casos como esse recaem no chamado jornalismo cívico, que pretende estreitar a relação entre os profissionais e as comunidades a que servem, tendo-as como prioridade. Mas temos que concordar que vale mais a vida do que o emprego em si,que não compra a mesma.
Devemos zelar pela vida e se importar com as pessoas.

## Objetividade
Um princípio comum no jornalismo é o da objetividade, que prega que o texto deve ser orientado pelas informações objetivas, não subjetivas — ou seja, descrevendo características do objeto da noticia e não impressões ou comentários do sujeito que o observa (no caso, quem redige a matéria). Por exemplo, o texto jornalístico pode conter grandezas (altura, largura, peso, volume, temperatura etc.), propriedades materiais (forma, cor, textura etc.) e descrição de ações, mas não adjetivos e advérbios opinativos ("bom", "ruim", "melhor", "pior", "infelizmente" etc.).
Mais recentemente, no entanto, diversos críticos e profissionais têm refutado este princípio, alegando que, na prática, "a objetividade não existe", pois toda construção de texto é um discurso e uma narrativa em que ocorrem seleções vocabulares influenciadas por ideologias, pela práxis e por outros valores subjetivos.
Estes críticos costumam referir-se a este princípio, desdenhosamente, como o "Mito da Objetividade".

## Imparcialidade
A questão da imparcialidade é também central nas discussões sobre ética jornalística. É difícil distinguir textos jornalísticos objetivos do chamado jornalismo opinativo. Jornalistas podem, intencionalmente ou não, cair como vítimas de propaganda ou desinformação. Mesmo sem cometer fraude deliberada, jornalistas podem dar um recorte embasado dos fatos sendo seletivos na apuração e na redação, focando em determinados aspectos em detrimento de outros, ou dando explicações parciais — tanto no sentido de incompletas quanto de tendenciosas. Isto é especialmente efetivo no jornalismo internacional, já que as fontes da apuração estão mais distantes para serem checadas.
Para a emissora pública de rádio e televisão do Reino Unido, BBC, o conceito de imparcialidade está diretamente relacionado com a busca de uma pluralidade de fontes para a construção do texto jornalístico, de modo que nenhuma corrente de pensamento seja mal representada. Ou seja, essa imparcialidade não significa a esterilização do jornalismo ou mesmo a retirada do debate público de motivações políticas, mas sim o compromisso com a diversidade e o equilíbrio dos pontos de vista dentro da matéria. Não se trata apenas de convidar muitas pessoas para falarem sobre um assunto, mas de escutar sujeitos com diferentes perspectivas acerca das temáticas.

## Verdade e precisão
Todos os códigos de ética do jornalismo incluem, como valores e preceitos fundamentais, a busca da verdade, a veracidade e a precisão das informações.
No Brasil, o Código de Ética da FENAJ (Federação Nacional dos Jornalistas), estabelece, no art. 2º, I, que "a divulgação da informação precisa e correta é dever dos meios de comunicação e deve ser cumprida independentemente da linha política de seus proprietários" e no art. 2º, II, acrescenta que "a produção e a divulgação da informação devem se pautar pela veracidade dos fatos". Por fim, o artigo 4º afirma que "o compromisso fundamental do jornalista é com a verdade no relato dos fatos, deve pautar seu trabalho na precisa apuração dos acontecimentos e na sua correta divulgação" e o art. 7º, que: "O jornalista não pode (...) II - submeter-se a diretrizes contrárias à precisa apuração dos acontecimentos e à correta divulgação da informação"
.
Por sua vez, a Declaração de Princípios sobre a Conduta do Jornalista, da Federação Internacional de Jornalistas (FIJ ou IFJ, na sigla em inglês), afirma que "jornalistas dignos do nome" (art. 9) devem seguir fielmente o princípio estabelecido no artigo 1º: "O respeito à verdade e ao direito do público à verdade é a primeira obrigação do jornalista".

## Confidencialidade
As fontes jornalísticas são pessoas, entidades e documentos que fornecem informações aos jornalistas, seja emitindo comentários e opiniões, verificando o rigor de dados obtidos ou aferindo a veracidade dos juízos de valor que lhes foram confiados. Em vários casos, as fontes concordam em prover estas informações desde que sua identidade seja preservada incógnita pelo jornalista com quem conversa. Nestas situações, o profissional (repórter, editor ou redator) tem o dever de mantê-la no anonimato e só pode revelá-la caso autorizado pela própria fonte. A confidencialidade é conhecida pelo termo inglês off (de off the record, "fora da gravação"), e pode ser de vários tipos:
Off the record: qualquer declaração ou informação privilegiada passada ao jornalista pode ser publicada, contanto que não seja atribuída à pessoa que falou. Ou seja, a fonte não quer ser identificada. Dá a informação de forma privilegiada ao repórter, mas deseja que seu nome não seja mencionado.
Off simples: obtido pelo jornalista e não cruzado com outras fontes independentes. Se tiver relevância jornalística, pode ser publicado em coluna de bastidores, com indicação explícita de que se trata de informação não confirmada. Eventualmente, um off simples de fonte muito confiável é publicado como notícia sem cruzamento.
Off checado: informação off cruzada com o outro lado, ou com pelo menos duas fontes independentes. Em texto noticiado, o offchecado' deve aparecer sob a forma: "O Jornal apurou que etc...", a ser usada com consentimento. Admite-se que o texto indique a origem aproximada da informação: "O Jornal apurou junto à equipe médica do Hospital Santa Maria, que o governador...".
Off total: informação que, a pedido da fonte, não deve ser publicada de modo algum, mesmo que se mantenha o anonimato de quem passa a informação. O off total serve para nortear o trabalho jornalístico.
Nos Estados Unidos, entre 2003 e 2005, houve um famoso caso de quebra de confidencialidade de fonte que foi determinada pela justiça, envolvendo a repórter Judith Miller, do New York Times, o colunista Robert Novak, do Washington Post, e a agente da CIA Valerie Plame.
Também em 2005, no mesmo país, foi revelada a identidade do informante Mark Felt, conhecido como Garganta Profunda, que, entre 1972 e 1974, servira como principal fornecedor de informações confidenciais aos repórteres Bob Woodward e Carl Bernstein no caso Watergate.

## Jabá
Algumas relações entre jornalistas e os assuntos de suas matérias chegam a ser promíscuas, principalmente quando as fontes e personagens oferecem benefícios materiais em troca de exposição na mídia, publicidade ou elogios. Na maior parte das vezes, porém, este tipo de "propina" ou "suborno" ocorre tacitamente, veladamente, para evitar que alguma das partes seja formalmente acusada. Uma maneira comum de oferecer esta troca é enviar presentes ao responsável pela matéria. No Brasil, esta prática de suborno implícito é chamada pelo jargão jabaculê ou simplesmente jabá.

## Matéria encomendada
Também é um problema ético quando determinadas assessorias de imprensa negociam com jornalistas dos veículos a inclusão na pauta de determinado assunto que seja de interesse da instituição ou do indivíduo que elas assessoram. Nos casos em que o assunto, por conta própria, não tenha valor noticioso suficiente para ser publicado, diz-se que a matéria foi "plantada" na redação — ou seja, nascida no ambiente externo à redação, e não naturalmente, pelo "faro" dos repórteres.
Quando, por outro lado, a pauta é indicada por um superior na redação, por um dos diretores, executivos ou até pelo dono do veículo, diz-se que a matéria é "recomendada", termo que, no jargão jornalístico, é conhecido como reco, pauta rec ou pauta 500.

## Quarto Poder
Uma função do jornalismo nos regimes democráticos é fiscalizar os poderes públicos e privados e assegurar a transparência das relações políticas, econômicas e sociais. Por isto, a imprensa e a mídia são, às vezes, cognominadas de Quarto Poder (em seguida aos poderes constitucionalmente estabelecidos: Executivo, Legislativo e Judiciário).

## Código Internacional de Ética Jornalística
Em 1983 em reunião da UNESCO, após quatro reuniões que vinham sendo realizadas desde 1978, com a participação de 8 importantes Confederações e Uniões de Jornalistas dos vários continentes é aprovado os  princípios que regem a ética profissional no Jornalismo. O Código Internacional de Ética Jornalística proclama que o dever supremo do jornalista é servir a causa do direito a uma informação verídica e autêntica através duma dedicação honesta à realidade objectiva e duma exposição responsável dos factos no seu devido contexto, destacando as suas relações essenciais.

## Código de Ética do Jornalismo no Brasil
O Código de Ética dos Jornalistas brasileiros está em vigor desde 1987, depois de aprovado no Congresso Nacional dos Jornalistas. Segundo a Federação Nacional dos Jornalistas (FENAJ), o documento "fixa as normas a que deverá subordinar-se a atuação do profissional, nas suas relações com a comunidade, com as fontes de informação, e entre jornalistas". As punições previstas incluem desde advertência até expulsão do sindicato respectivo.
O que normalmente os jornais fazem atualmente é ter um responsável jurídico para adequar textos que possam difamar, caluniar e injuriar pessoas. Não só pela questão social democrática do direito do indivíduo, mas porque os processos judiciais saem muito caros e danosos financeiramente para os veículos de comunicação e muito daninhos para a imagem pública dos veículos de comunicação. As matérias mais polêmicas, portanto, são verificadas e colocadas em termos jurídicos não prejudiciais à sociedade e ao veículo de comunicação.
Um caso notório de erro jornalístico no Brasil foi o da Escola Base, no qual vários órgãos de imprensa publicaram acusações de que um casal de pedagogos numa escola em São Paulo estariam praticando abuso sexual com seus alunos. Mais tarde, as acusações se provaram infundadas e a justiça determinou que os caluniados fossem indenizados. O episódio das crianças de pré-escola situada no bairro da Aclimação, em São Paulo, foi praticamente esgotado no livro "Caso Escola Base - Os abusos da imprensa", do então graduando em jornalismo, Alexander Augusto Ribeiro, conhecido por Alex Ribeiro. O então bacharelando pesquisou sobre o assunto - teve facilidades, porque era oficial de justiça do Foro Criminal de São Paulo - para elaborar trabalho de conclusão de curso. O então diretor da Escola de Comunicações e Artes da Universidade de São Paulo, Jair Borin, já falecido, afirmou que o aluno havia escrito um livro sobre ética da profissão, ao invés de mero trabalho de conclusão de curso. Publicado, se tornou referência em ética jornalística, propiciando, ao autor, o Prêmio Jabuti. Hoje, a obra se encontra esgotada, e o autor é correspondente em Washington, D.C. de um grande jornal brasileiro de economia.
Em janeiro de 2012, a Associação dos Cronistas Esportivos do Rio de Janeiro decidiu punir profissionais da mídia que comemorassem gols durante uma partida. A medida ocorreu após o repórter Eric Faria, da TV Globo, ser flagrado pelas câmeras do Premiere, da Globosat, comemorando o primeiro gol vascaíno durante uma partida entre Fluminense e Vasco.

## Código Deontológico do Jornalismo
Em Portugal, o Código de Ética se denomina Código Deontológico.

## Ética jornalística na internet
Com o avanço tecnológico e o surgimento de sistemas facilitadores de acesso e criação de conteúdo através da internet, a ética jornalistica passa por transformações estruturais, em busca de delimitar os deveres sociais e deontológicos que diferenciam o jornalista dos demais produtores, que agora também exercem funções que outrora eram reservadas apenas aos profissionais da área.
As novas tecnologias, além de criarem dilemas inéditos no campo comunicacional, atualizam discussões sobre problemas antigos. Questões como o tratamento de imagens, autoria de reportagens e o reuso de conteúdos de terceiros são alguns dos casos que foram atualizados dentro dos parâmetros atuais.
De ineditismo, podemos citar métodos de violação de e-mails em busca de informações confidenciais e utilizar as mídias sociais para disseminar informações falsas. Um caso notório sobre a transmissão equivocada de notícias foi relatado pelo veículo de comunicação British Brodcasting Corporation (BBC), na semana de votação na Câmara dos Deputados sobre o prosseguimento do processo de impeachment da presidente Dilma Rouseff. Das cinco notícias mais compartilhadas sobre o assunto no Facebook, três eram falsas.